# Anneli-Marie Riße

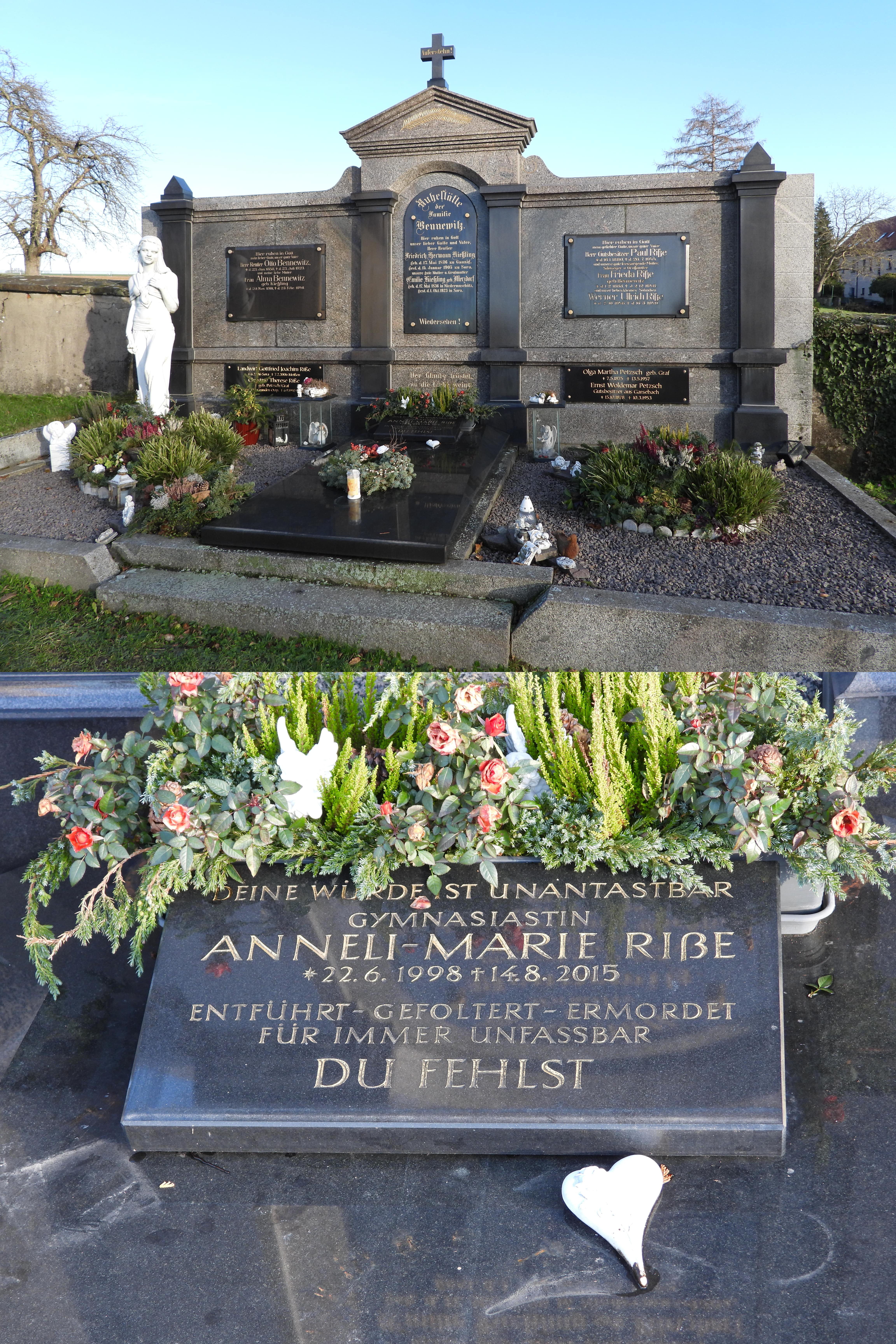
Grab auf dem Kirchfriedhof in Sora

Anneli-Marie Riße (* 22. Juni 1998; † 14. August 2015 in Lampersdorf) war eine deutsche Schülerin, die im August 2015 entführt und ermordet wurde.

## Leben
Anneli-Marie Riße, Tochter eines Bauingenieurs und Bauunternehmers und einer Haus- und Grundstücksverwalterin, wuchs in Robschütz, Gemeinde Klipphausen, als jüngstes von drei Kindern auf. Zum Zeitpunkt ihres Todes war sie Schülerin des Geschwister-Scholl-Gymnasiums in Nossen.

## Entführung und Tod
Die Unternehmertochter war am Abend des 13. August 2015 mit ihrem Fahrrad und dem Familienhund unterwegs. Auf einem Feldweg unweit des Elternhauses wurde sie von zwei Männern, Markus B., einem zur Tatzeit 39-jährigen arbeitslosen Koch, und Norbert K., einem 61-jährigen Edelmetallhändler, entführt und wenig später zu einem ehemals vom 39-Jährigen bewohnten Hof in Lampersdorf gebracht, wo sie in einer Scheune gefangen gehalten, mit Äther betäubt und mit Kabelbindern gefesselt wurde. Währenddessen forderten die Täter telefonisch von der Familie der 17-Jährigen ein Lösegeld in Höhe von 1,2 Millionen Euro, welches von den Eltern auch zugesagt wurde. Aus Angst vor einer späteren Identifizierung durch Anneli-Marie Riße erdrosselte sie der jüngere der beiden Täter jedoch bereits am Folgetag.
Nach Auswertung von DNA-Spuren am Entführungsort und folgender Telefonüberwachung wurden die Täter am 17. August in Burgebrach bzw. Dresden festgenommen. Durch Hinweise des älteren Täters wurde die Leiche noch am selben Tag von Polizeikräften auf dem Hof in Lampersdorf gefunden. Nach den Erkenntnissen der Ermittlungsbehörden suchte der jüngere der beiden Täter bereits Monate vor der Tat nach potenziellen Entführungsopfern, versuchte erfolglos einen Lebensmittelkonzern zu erpressen und informierte sich über Anneli-Marie Riße unter anderem über Facebook.

## Reaktionen
Über das tragische Ende der Tat wurde weltweit berichtet. In einem englischsprachigen Beitrag der Deutschen Welle wurde der Fall dargestellt und in eine Reihe mit anderen Entführungsfällen in den letzten Jahrzehnten in Deutschland gestellt, namentlich mit dem Sohn des Unternehmers Reinhold Würth im gleichen Jahr, der Entführung und Ermordung von Maria Bögerl im Jahre 2010, der Entführung und Ermordung von Jakob von Metzler im Jahre 2002 und der Entführung und Ermordung des Geschäftsmannes Jakub Fiszman im Jahre 1996.
Bei der Andacht für Anneli-Marie Riße am 21. August in Sora war unter anderem Bundesinnenminister Thomas de Maizière anwesend. An der Trauerfeier an gleicher Stätte nahmen am 29. August 2015 über 700 Menschen teil, was aufgrund der kleinen Kirche eine Übertragung des Gottesdienstes mit Lautsprechern nach außen erforderte. 2017 wurde auf dem Grab eine Plastik in Form eines Engels aufgestellt, der Anneli-Maries Gesichtszüge trägt. Schöpfer der aus Carrara-Marmor gefertigten lebensgroßen Figur ist der Meißner Porzellangestalter Maximilian Hagstotz.

## Prozess gegen die Täter
Am 30. Mai 2016 begann vor dem Landgericht Dresden der Prozess gegen die Täter. Der jüngere Täter wurde wegen Mordes und erpresserischen Menschenraubes mit Todesfolge angeklagt. Wie bereits im Ermittlungsverfahren hat der jüngere Täter durch seinen Verteidiger mitteilen lassen, dass er auch im Prozess schweigen werde. Der ältere Täter wurde wegen erpresserischen Menschenraubes angeklagt. Er ließ über seinen Verteidiger ein neuerliches Teilgeständnis am ersten Prozesstag verlesen. Der Prozess war auf 15 Verhandlungstage angesetzt, insgesamt sollten 21 Zeugen gehört werden. Am 5. September 2016 verurteilte das Landgericht Dresden (Urteil vom 5. September 2016, Az. 1 Ks 160 Js 40318/15) den älteren Täter zu achteinhalb Jahren Freiheitsstrafe und den jüngeren zu lebenslänglich, wobei es eine besondere Schwere der Schuld feststellte. Der Bundesgerichtshof hat die Revision der Täter gegen das Urteil durch Beschluss vom 27. Juni 2017 verworfen und das Urteil damit bestätigt.

## Anneli-Marie Stiftung
Die Eltern gründeten Anfang 2016 die Anneli-Marie Stiftung. Sie soll unter anderem Jugendliche fördern und Familien unterstützen, die traumatische Erlebnisse verarbeiten müssen. Die Dresdner Band Crazy Birds veröffentlichte zum Gedenken an das Mädchen ein Lied mit dem Titel Und ich weiß, dass Du uns siehst.
Rißes Vater produziert auf dem eigenen Weingut inzwischen einen Rosé-Wein zum Gedenken an seine Tochter mit dem Namen Rosa-Lii; ein Teil des Erlöses fließt in die Anneli-Marie Stiftung.